# Ardowo Siratare
Ardowo Siratare est un village du Cameroun situé dans la Région de l'Extrême-Nord, le département du Diamaré, l’arrondissement de Bogo et le canton de Tankirou. 

## Population
En 1975, la localité comptait 88 habitants, dont 80 Peuls et 8 Massa.
Lors du recensement de 2005, on y a dénombré 197 habitants.